# Campanula tommasiniana
Campanula tommasiniana är en klockväxtart som beskrevs av Karl Heinrich Koch. Campanula tommasiniana ingår i släktet blåklockor, och familjen klockväxter. Inga underarter finns listade i Catalogue of Life.